# Saint-Genis-de-Saintonge
Saint-Genis-de-Saintonge é uma comuna francesa na região administrativa da Nova Aquitânia, no departamento de Charente-Maritime. Estende-se por uma área de 11,02 km². Em 2010 a comuna tinha 1 305 habitantes (densidade: 118,4 hab./km²).